# Grzegorz Bartczak
Grzegorz Bartczak, né le 21 juin 1985 à Legnica, est un footballeur international polonais. Il occupe le poste de défenseur au Miedź Legnica.

## Biographie

### Marque l'histoire d'un club: le Zagłębie Lubin
Formé au Konfeks Legnica, l'un des clubs de sa ville de naissance, Grzegorz Bartczak rejoint en 2002 le Zagłębie Lubin, club de première division. Le 3 août, il joue son premier match professionnel contre le Pogon Szczecin et marque également son premier but lors de la large victoire de son club cinq à zéro. Jugé un peu trop jeune, il est placé en équipe réserve durant la première partie de saison avant d'intégrer définitivement le groupe professionnel en mars 2003. Il joue alors une dizaine de matches jusqu'au terme du championnat, avant de devoir affronter le Górnik Łęczna en barrages pour ne pas descendre. Titulaire lors des deux rencontres, il s'incline à chaque fois et tombe en deuxième division. Il y joue le même nombre de matches la saison suivante, étant souvent blessé, et voit son équipe remonter directement.
De retour en I liga, Bartczak gagne petit à petit sa place et joue les premiers rôles en championnat. En 2005 et 2006, il atteint la finale de la Coupe de Pologne, qu'il perd à chaque fois. Engrangeant de l'expérience, le groupe miedziowi se bat en 2007 pour remporter le titre de champion, poussé par sa charnière centrale de qualité Bartczak - Arboleda. De peu, Lubin devance Bełchatów au classement et remporte le deuxième championnat de son histoire. Au cours de cette même année, en mars, Bartczak est appelé par Leo Beenhakker en équipe nationale pour affronter l'Azerbaïdjan et l'Arménie, mais ne joue pas. 
Devenu l'un des guides de son équipe, le Polonais est rappelé en sélection en octobre 2007 et dispute sa première rencontre internationale contre la Hongrie, remplaçant à sept minutes de la fin du match Marcin Wasilewski. Deux mois plus tard, il prend part à son deuxième match avec la Pologne face à la Bosnie-Herzégovine. Titulaire à tous les matches d'Ekstraklasa, il obtient de bons résultats avec le Zagłębie mais est rattrapé par une affaire de corruption liée au titre de 2007 et qui envoie son club en deuxième division. Fidèle à son équipe, il décide de rester et porte quelquefois le brassard de capitaine, quand Stasiak ne joue pas. À nouveau, Lubin s'en sort et retrouve l'élite, mais doit se passer de son défenseur, blessé de longs mois entre 2009 et 2010. Bartczak retrouve la compétition et sa place sur le terrain en octobre, mais doit se résigner à jouer le maintien. Présent depuis huit ans au Zagłębie, il signe un nouveau contrat de trois ans le 24 février 2010.
Cependant, en avril 2011, il est suspendu puis libéré de son contrat par son club, ayant été condamné par la fédération à la suite des actes de corruption reprochés au Zagłębie en 2007.

### Décide de se relancer au Jagiellonia Białystok, sans succès
Le 15 juin 2011, Bartczak signe un contrat de trois ans avec le Jagiellonia Białystok. Titulaire régulier, il est cependant poussé vers la sortie à l'hiver après l'arrivée d'un nouvel entraîneur, et décide de résilier son contrat en février.
Le 20 février, le joueur signe au Warta Poznań, avec lequel il joue régulièrement. En septembre 2012, le Conseil de discipline de la Fédération polonaise de football inflige une amende à Bartczak pour sa participation dans une affaire de corruption et le suspend six mois.

## Palmarès
- Finaliste de la Coupe de Pologne : 2005, 2006
- Champion de Pologne : 2007
- Vainqueur de la Supercoupe de Pologne : 2007